# Louis François Bary
Louis François Bary est un homme politique français né le 15 octobre 1776 à Paris et mort le 26 février 1865 à Paris.
Entré dans l'administration en 1798, comme employé au secrétariat du Directoire, il devient secrétaire après le 18 brumaire, puis receveur particulier des contributions en 1803 et archiviste du cabinet de l'Empereur en 1810. Il est député du Pas-de-Calais en 1815, lors des Cent-Jours. Il retrouve un poste d'archiviste au ministère de la Justice, sous la Monarchie de Juillet. Il prend sa retraite en 1848.